# Petit Raffray
Petit Raffray är en ort i Mauritius.   Den ligger i distriktet Rivière du Rempart, i den nordvästra delen av landet, 20 km nordost om huvudstaden Port Louis. Petit Raffray ligger 30 meter över havet och antalet invånare är 9 117. Den ligger på ön Mauritius.
Terrängen runt Petit Raffray är platt. Havet är nära Petit Raffray norrut. Runt Petit Raffray är det tätbefolkat, med 913 invånare per kvadratkilometer. Närmaste större samhälle är Triolet, 8,3 km sydväst om Petit Raffray. Omgivningarna runt Petit Raffray är en mosaik av jordbruksmark och naturlig växtlighet.